# MaNga
maNga – turecki zespół muzyczny, grający muzykę z pogranicza alternatywnego metalu, hip-hopu i ludowej muzyki anatolijskiej z częstym użyciem scratchu, założony w 2001.
Laureat Europejskiej Nagrody Muzycznej MTV dla najlepszego tureckiego wykonawcy (2009), Europejskiej Nagrody Muzycznej MTV dla najlepszego europejskiego wykonawcy (2009) oraz dwóch Balkan Music Awards (2011, 2012). Zdobywca drugiego miejsca w 55. Konkursie Piosenki Eurowizji (2010).

## Historia

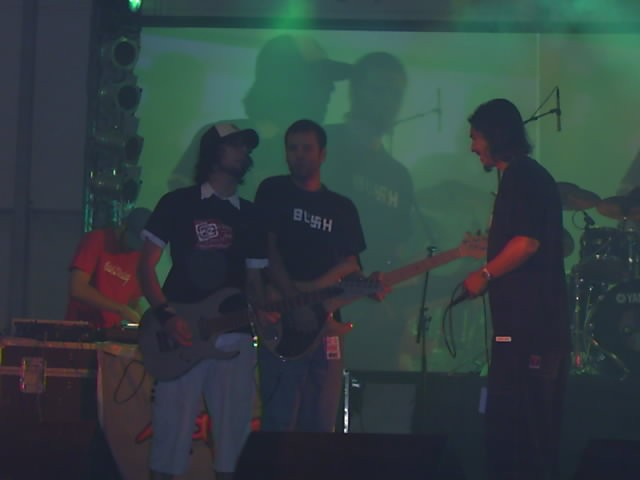
maNga podczas koncertu w 2005

Zespół został założony w 2001 z inicjatywy gitarzysty Yağmura „Yamyama” Sarıgüla, wcześniej występującego w innym zespole, który zaprosił do współpracy Özgüra Cana Öneya, Efe Yılmaza, Fermana Akgüla i Cema Bahtiyara. Początkowo grali własne wersje piosenek innych zespołów rockowych przerobione na muzykę undergroundową, a z czasem także i nu metalową oraz rapcoreo’ową.
Rozgłos w kraju przyniósł im udział w krajowym konkursie muzycznym Sing You Song, w którym zajęli drugie miejsce. Zostali wówczas zauważeni przez menedżera Hadiego Elazziego, który polecił ich wytwórni płytowej Sony Music. Efektem współpracy z wytwórnią było wydanie w 2004 debiutanckiego albumu studyjnego zespołu, zatytułowanego po prostu maNga, który zdobył status złotej płyty w Turcji. Po wydaniu pierwszej płyty zaczęli występować na lokalnych festiwalach muzycznych oraz pracować z uznanymi artystami w kraju, takimi jak Koray Candemir z zespołu Kargo czy Göksel, z którym nagrali utwór „Dursun zaman” ze ścieżki dźwiękowej do filmu Sınav z udziałem Jean-Claude Van Damme’a. Inna piosenka zespołu, „Bir kadın çizeceksin”, została umieszczona na ścieżce dźwiękowej gry komputerowej FIFA 06. W 2006 wydali reedycję debiutanckiego albumu pt. maNga +.

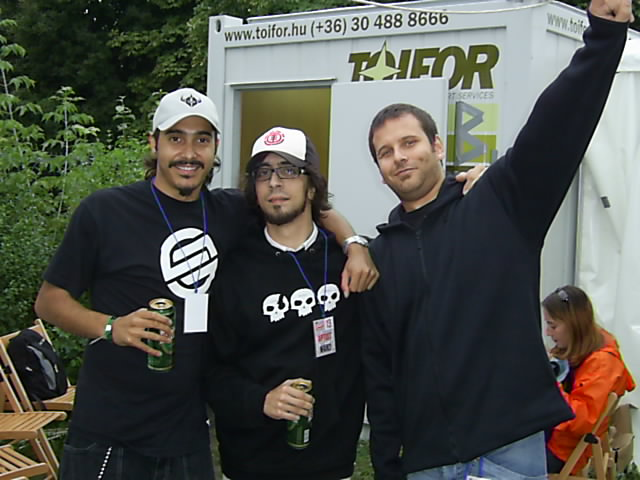
maNga po koncercie w 2006

W 2008 wystąpili na tureckim festiwalu muzycznym Saklıfest, a także podczas imprez, takich jak Patlıcan, Rokofest i Rock’n Coke. W listopadzie 2009 otrzymali Europejską Nagrodę Muzyczną MTV dla najlepszego europejskiego artysty podczas 16. ceremonii MTV Europe Music Award. W grudniu wystąpili na koncercie w O2 Academy Islington. Również w 2009 wydali drugi album studyjny pt. Şehr-i Hüzün.
Niedługo po gali wręczenia Europejskich Nagród Muzycznych MTV przyjęli propozycję reprezentowania Turcji podczas 55. Konkursu Piosenki Eurowizji w Oslo. W marcu wydali konkursowy utwór „We Could Be the Same”, wyłoniony spośród trzech propozycji konkursowych, które nadesłali przedstawicielom telewizji. W maju pomyślnie przeszli przez półfinały konkursu i awansowali do finału, w którym zajęli drugie miejsce ze 170 punktami na koncie, w tym z najwyższymi notami 12 punktów z Chorwacji, Azerbejdżanu i Francji. W lipcu wystąpili podczas Międzynarodowego Festiwalu Sztuk „Słowiański Bazar” w Witebsku.
W 2012 wydali trzeci album studyjny pt. e-akustik, na którym umieścili akustyczne wersje swoich utworów. Rok później ze składu grupy odszedł Efe Yılmaz. W 2014 wydali czwarty album studyjny pt. Işıkları söndürseler bile.

## Skład zespołu
Obecni członkowie
- Ferman Akgül – śpiew (od 2011)
- Yağmur „Yamyam” Sarıgül – gitara elektryczna (od 2001)
- Cem Bahtiyar – gitara basowa (od 2001)
- Özgür Can Öney – perkusja (od 2001)

Byli członkowie
- Orçun Şekerusta – gitara basowa (2001)
- Efe Yılmaz – gramofon (2001–2013)

## Dyskografia
Albumy studyjne
- maNga (2004)
- maNga + (2006)
- Şehr-i Hüzün (2009)
- e-akustik (2012)
- Işıkları söndürseler bile (2014)

## Nagrody
- 2005: POPSAV Ödülleri[21]
  - Najlepsza grupa rockowa
  - Najlepsze wideo
- 2005: Hürriyet Altin Kelebek Ödülleri (Nagroda Złotego Motyla)[22]
  - Najlepszy debiutujący zespół
- 2006: MÜYAP Ödülleri[23]
  - Złoty Dysk za album maNga
- 2009: MTV Turcja
  - Najlepszy turecki wykonawca
- 2009: MTV Europe Music Awards 2009
  - Najlepszy europejski wykonawca
- 2011 Balkan Music Awards
  - Najlepszy duet/zespół na Bałkanach
- 2012 Balkan Music Awards
  - Najlepszy zespół na Bałkanach